# 오디션 (만화)
《오디션》은 천계영이 1997년부터 2003년까지 《윙크》에 연재한 만화이며, 단행본도 있다. 연재당시 높은 인기를 얻었으며, 2008년에는 이를 원작으로 한 극장판 애니메이션이 개봉되었다.
연재된 잡지인 《윙크》가 순정 만화 잡지란 점과 그림체를 이유로 형식상 순정 만화로 들어가기도 하지만, 실제로 순정 만화와 같은 사랑(연애) 이야기는 없다.

## 줄거리
개업 후 의뢰인 하나 없던 사립탐정 박부옥은 어느날 고교시절 친구들의 마음을 사기 위해 치열하게 경쟁한 라이벌 송명자에게 한 가지 의뢰를 받는다. 송명자의 아버지이자 송송 기획의 회장인 송송은 세상을 떠나며 유언을 남겼는데, 그 유언의 내용인즉, 생전에 송송 회장이 여행하면서 보았던 음악 천재 네 명을 모아 송송기획이 주최하는 토너먼트 오디션에 우승시켜야만, 재산을 상속받을 수 있다는 것. 송명자는 그 이름도 나이도 알 수 없는 천재들을 찾기 위해 탐정 박부옥에게 의뢰를 한 것이다. 단서는 10여 년 전 그들을 만났다는 기록이 있는 송송의 일기장 하나뿐. 우여곡절 끝에 그 4명의 천재들을 찾게 되지만, 불우한 환경 탓에 교육을 받지 못해 음악에 대해서 전혀 아는 게 없었다. 하지만 송명자는 여성 리더십 곧 여성의 강점인 섬세함과 부드러움, 아끼던 패물(예를 들면 여성용 구두)들을 팔아 오디션을 준비하도록 하는 헌신과 배려, 하지만 어려움을 이겨내는 강인함으로써 공동체를 이끄는 리더십으로써 오합지졸과 같았던 그들을 재활용 밴드라는 이름으로 재탄생시킨다. 토너먼트 오디션을 맞이한 재활용 밴드 멤버들은 자신들과 경쟁하는 밴드를 이기기 위해 단결하면서 음악실력과 단결력 모두 갖춘 훌륭한 음악 그룹으로 발전한다.

### 오디션
송송 회장이 기획한 토너먼트 방식 오디션. 데모테이프 예심을 거쳐 320팀을 선정하고 1라운드에는 5팀이 한 조로, 2라운드부터는 1:1 대결로 최후의 승자만이 송송 그룹의 지원을 받을 수 있다. 무작위로 선정된 관중들의 함성 소리를 점수로 환산하여 50점, 심사위원 점수 50점으로 승부를 가린다. (2라운드부터는 각각 5점씩 10점만점. 소수점으로도 나누기 때문에 사실상 같다.)

## 등장인물

### 주요인물
송송
송송 그룹의 회장이자 오디션의 기획자. 작품이 시작하는 시점의 1주일 전에 별세했다. 우연히 네 명의 천재들을 만난다. 자신이 죽으면 딸로 하여금 그들을 찾게 하여, 그들을 하나로 뭉칠 계획을 세운다. 송송 회장은 따님에게 재활용밴드라는 소중한 유산을 물려주기 위해, 자신이 살아있을 때 송명자에게 음악교육을 시켰다. 혈기왕성한 청년인 따님에게 멋진 구두를 선물하는 등 달래가면서 피아노를 가르치신 것으로 보아, 송송 회장은 따님 명자 씨의 앞날을 진지하게 고민하신 것이 분명하다.
송명자
송송 회장의 딸. 천재 아이들 네 명을 찾아 오디션에서 우승시키지 못하면 송송 회장의 유산을 상속받을 수 없다.비싼 옷과 신발로 필요이상의 겉치레를 할 만큼 허영심이 강했던 송명자는 오디션 준비를 하는 동안, 열악한 환경의 재활용 밴드를 위해 자신의 옷, 신발, 패물을 모두 팔 정도로 헌신적인 사람으로 성숙한다. 오디션이 끝난 뒤 아버지 송송 회장이 자신에게 물려주고 싶어한 "진짜 유산"이 무엇인지 깨달은 송명자는 재활용 밴드 구성원들을 후원하고 싶어하는 마풍 회장의 제안을 "이미 정해진 기획사가 있습니다. 명자 레코드입니다."라고 말함으로써 정중하게 사양한다. 그러고는 명자레코드를 설립하여 아버지의 유산인 재활용 밴드를 대중들의 사랑을 받는 음악 그룹으로 키워낸다.
박부옥
사립 탐정. 고교시절 라이벌이던 송명자에게 의뢰를 받아 네 명의 천재들을 모아 오디션에 개입하게 된다. 소매치기 출신의 국철을 감시하던 왕5삼 형사와 사랑에 빠져서, 훗날 대중들의 스타로 자란 재활용밴드의 화려한 축하공연을 보면서 결혼한다.

### 재활용 밴드
천재들임에도 불구하고 아무런 교육도 받지 못하여 마치 "쓰레기"처럼 된 그들을 재활용한다는 의미에서 송명자가 지은 이름이다. 처음엔 쉽게 단결하지 못하는 오합지졸들이었지만, 토너먼트 오디션을 준비하는 과정에서 보건복지법에서 우울증, 조현병(정신분열증)과 더불어 정신장애로 인정하는 조울증을 앓는 황보래용을 돌볼 만큼 강한 단결력을 갖게 된다. 장달봉이 살려고 구해놓은 집에서 합숙하며, 오디션 준비를 하던 재활용 밴드 멤버들은 오디션에서 이기기 위해 그리고 자신들의 활동비를 마련하기 위해 신발까지도 판 탓에 추운 겨울에도 여름 신발을 신고 다녀야 했던 명자 누나의 헌신이 헛되지 않도록 열심히 준비한다. 결국 변득출이 이끈 천사표 밴드에게 마지막 오디션에서 지지만, 재활용밴드 멤버들은 이미 치열한 오디션 준비를 통해, 송송기획 마풍 사장이 인정할 만큼 뛰어난 실력과 단결력을 갖춘 실력자들로 자라있었다. 훗날 재활용밴드는 대중들에게 사랑받는 음악 그룹이 되어 활약한다.
장달봉
송송 회장이 전라북도 초강역 근처에서 만난 소년. 절대음감의 소유자로서, 한번 들은 음악은 모두 악보로 써낼 수 있다. 처음 찾아냈을 때는 서울 마포구에서 직접 비벼주는 자장면 배달을 하고 있었으며, 다른 배달원들이 흉내내지 못할 만큼 자장면을 맛있게 비비는 특이한 능력으로 중국집에 거액 계약이 된 상태였다. 재활용 밴드의 베이시스트.
황보래용
송송 회장이 부산 해운대 해수욕장에서 만난 소년. 당시 황보래용 소년은 물에 빠지자, 멀리서 들릴 만큼 큰 목소리로 구조요청을 할 정도로 엄청난 성량과 고운 목소리를 가지고 있었는데, 이를 해수욕장에서 외동딸 명자와 휴가를 즐기던 송송 회장이 알아본 것이다. 조울증을 앓고 있으며,자신을 외계인으로 생각할 만큼 남들과 어울리지 못했지만 재활용 밴드에서 형들과 같이 오디션을 준비하면서 자존감(自尊感)을 갖게 된다. 학교에서는 불량한 건달들의 노리개에 불과했지만, 재활용밴드에서는 형들이 정신장애가 있는 자신을 돌본 것이다. 살림꾼인 달봉은 음악공부와 주유소 아르바이트를 같이 하느라 바쁘면서도 아침 일찍 일어나서 도시락을 싸주고 교복을 다려주었으며, 무뚝뚝한 국철도 황보래용의 우울증이 도지자 "햇빛을 쬐면 우울증이 나아진대"라고 말하며 햇빛을 쬐도록 양지로 유도했다. 덕분에 황보래용은 형들이 자신을 생각하며 지은 노래인 "벙어리 가수의 노래"의 주인공 벙어리 여가수에게 자신의 감정을 투사함으로써 가수와 노래 주인공이 일치를 이루는 놀라운 음악실력을 보이는데, 관객들도 이를 알아채고 일어나서 기립박수를 한다. 명석한 두뇌의 소유자로, 조울증에 걸리기 이전에는 각종 경시대회 1등을 휩쓰는 등 실력이 우수하며 박학다식하다. 처음 발견되었을 때는 우울증 기간으로 제대로 된 대화조차 불가능했었다. 자신의 높은 목소리를 싫어하는 음악선생때문에 가짜 목소리로 노래부르던 황보래용은 명자 누나가 자신도 모르고 있던 재능을 알아보자, 자신의 진짜 목소리로 노래를 부르기 시작한다. 재활용 밴드의 보컬리스트.
류미끼
송송 회장이 한강 동호대교에서 만난 백인 혼혈 소년. 우연히 동호대교를 지나가던 송송회장은 류미끼 소년이 다리의 스테인리스를 툭툭치면서 내는 소리를 들었는데, 놀랍게도 일정한 순서의 리듬을 갖고 있었던 것이다. 여성과 같은 아리따운 외모를 가지고 있다. 완벽한 리듬감의 소유자이지만, 홀어머니가 시내버스 정거장에서 작은 가게를 해서 생계를 유지하는 불우한 가정환경으로 불량 청소년이 되어있었다. 처음 찾아냈을 때는 자신의 은인인 추범구의 백댄서로 계약되어 있었다. 재활용 밴드의 드러머.
국철
송송 회장이 대전 중앙동에서 만난 음악 중독 고아소년. 자신의 아버지가 음악가라는 기억 하나만으로 수많은 음악을 듣고 또 들으며 연구했고, 그 음악을 위해 CD를 훔치고 있었는데, 이를 우연히 송송 회장이 본 것이다. 처음 찾아냈을 때는 서울 지하철에서 빠른 손놀림을 이용해 소매치기 생활을 하고 있었다. 재활용 밴드의 리더이자 기타리스트. 불행한 환경때문에 자기만 알던 국철은 오디션을 준비하면서 정신장애가 있는 래용을 돌볼만큼 따뜻한 사람으로 변한다.

### 그밖
왕5삼
종로 경찰서 강력 2반의 반장. 담당 공무원의 실수로 호적에 아라비아 숫자 5가 올라가버리게 되었다. 날카로운 이빨로 개껌을 즐겨 씹는다. 국철에게 소매치기를 당하고 국철을 쫓는다. 그 과정에서 박부옥을 만나 사랑에 빠진다. 그래서 박부옥은 국철을 왕5삼 반장에게 검거되지 않고 오디션을 무사히 끝낼 수 있도록 억지로 데이트를 해 주는데, 그만 박부옥 자신도 씩씩한 왕5삼 반장을 "백마탄 왕자"를 상상할 정도로 열렬하게 사랑하게 된다.물론 왕5삼 반장은 사랑하는 부옥을 위해 국철을 검거하지 않는다.
변득출
송송 레코드의 사장이자 송송그룹 대주주 중의 하나. 남성임에도 여성처럼 치장하고 다니며 예쁜 것에 대한 병적인 소유욕이 있다. 재활용밴드가 우승하지 못하면 송송 그룹을 소유하게 되며, 송명자를 파산시켜 아내로 끌어들이기 위해 재활용 밴드를 방해한다. (이미 송명자에게 한번 청혼을 거절당한 바 있다.) 자기가 찾은 용근이를 주축으로 "천사표 밴드"를 구성하여 오디션 우승을 위해 지원을 아끼지 않는다. 38세. 신장 158cm.
몽희
재활용 밴드가 세들어사는 주인집 할머니 손녀. 처음엔 달봉이를 좋아했으나 국철을 본 이후 완전히 반하여 이따금씩 등장한다. 그러나 국철은 몽희를 기억하지도 못하고, 그 속을 다 아는 류미끼는 "찐빵"이라 부르며 놀린다. 가끔씩 류미끼가 이런 점을 이용하여 반찬을 얻어먹는다.
마풍
송송 기획의 사장. 송송 회장으로부터 송송 오디션을 위임받아 "송송 오디션 집행위원회"의 위원장을 맡고 있다. 오디션의 총 진행자이다. 송송 회장의 절대적 신임을 받는 사람이다. 재활용밴드의 실력을 한눈에 알아보고, 송명자에게 재활용밴드를 키우고 싶다고 제안할 정도로 직관력이 뛰어나다.

### 대전상대

#### 드래곤볼
무술로 단련된 세쌍둥이 남성 댄스 그룹. 아버지가 일본 만화 《드래곤볼》의 팬이며, 평소에 등장 캐릭터인 손오공 코스프레를 하고 다닌다. 멤버는 각각 여의주, 여의봉, 여의도. (여의도는 《드래곤볼》과 아무런 관련이 없으나 돌림자를 맞추기 위해서 할 수 없이 했다고 한다.) 재활용 밴드의 1라운드 상대.

#### 발렌타인 #1
발렌타인 데이에 전국에서 가장 많은 초콜릿을 받는 다섯 명의 여성 그룹. 재활용 밴드의 1라운드 상대.

#### 부탄가스
소년원에서 만난 청년 둘이서 결성한 힙합 듀오. 갱스터 랩을 한다. 태극 문신을 한 장달봉을 "태극단"으로 오해하고 일부러 패배한다. 재활용 밴드의 1라운드 상대.

#### 청학동 댕기즈
청학동에서 온 남성 5인조 밴드. 뛰어난 실력의 소유자이나, 전통적인 양반문화를 이해하지 못하는 관중들의 무지탓에 탈락했다. 남을 이기고 올라가야 한다는 경쟁심으로 가득하던 황보래용은 이들과의 만남을 통해, 배우고 익히는 즐거움을 얻기 위해 노래를 불러야 한다는 교훈을 얻는다. 재활용 밴드의 1라운드 상대.

#### 유니콘
전설적인 3인조 남성 아이돌 그룹. 이마에 뿔이 달려 있으며, 신비주의적인 이미지로 4년간 활동하다 은퇴한다. 사이버가수로 돌아와 오디션에 참가하지만, 박부옥의 조사 끝에 실체를 알아내어 대책을 준비한 재활용 밴드에게 2라운드에서 패배한다. 조사를 통해 이마의 뿔은 성형한 것이며, 아이들은 어렸을때부터 모아 키운 것으로 드러났다.

#### 히말
추범구의 가수명. 그루브를 표현하기 위한 "히드라와 말미잘"의 약자이며, 원래는 류미끼를 백댄서로 두고 데뷔할 예정이었다. 류미끼가 재활용 밴드로서 참가하기 위해 탈퇴하고, 추범구 혼자 오디션에 참가했다.
추범구
류미끼의 고등학교 친구/연인이며, 돈이 많아 류미끼에게 몇번이나 이용당하고 배신당하면서도 그를 위해준다. 뛰어난 실력의 소유자로, 재활용 밴드에게 승리하지만 대회를 기권하고 재활용 밴드에게 진출권을 넘겨준다.

#### 로렐라이
최면술을 쓰는 여성 3인조 그룹. 원래는 음악 치료사였다. 가청 주파수 밖의 소리를 이용해 재활용 밴드의 연주를 방해하고 승리하지만, 가청 대역이 넓은 장달봉이 이를 발견하여 주최측에 신고, 결국엔 반칙패당한다.

#### 이노무시키
본명 김민호. 노래 신동이었으나 성대결절로 어린나이에 노래를 부르지 못하게 되었다. 그러나, 티베트으로 건너가 스스로 거세하여 카스트라토가 된 후, 엄청난 고음과 섀도우 창법을 구사하며 재활용 밴드를 맞선다. 그러나 자신의 능력을 과시하기 위해서 음악을 망가뜨리면서까지 노래를 불러 결국에는 음악성을 추구한 재활용 밴드에게 패배한다.

#### 레
처음엔 외계인 그룹으로 행세했으나, 결국엔 언제나 각 경시대회에서 황보래용에게 패한 게 분하여 복수하려고 했던 학생들이라는 사실이 드러났다. 외계인을 웃음거리로 만드는 공연을 선보인 재활용 밴드에게 참패. 이에 격분한 레는 황보래용을 비난하는데, 이에 충격받은 황보래용은 우울증 상태가 되고 만다. 하지만 국철 형에게 말 못하는 흑인 가수가 카페에서 목소리는 나오지 않지만, 간절함을 담긴 노래를 부른다는 곡의 주제를 듣고, 비록 우울증때문에 목소리는 나오지 않았지만, 정신장애를 갖고 있는 자신을 선입견없이 대해준 형들, 명자 누나, 부옥 누나의 순수한 사랑을 생각하며 간절히 노래부른다. 관객들은 들리지 않는 노래여서 처음에는 어색해했지만, 공연이 끝나자 일어나 박수칠 정도로 황보래용에게 열렬한 지지를 보낸다.
곽만칠
가레가레가레. 중학교 과학 경시대회에서 매번 황보래용에게 밀려 2등을 했다.
문영현
빨레빨레빨레. 중학교 과학 경시대회에서 매번 황보래용에게 밀려 2등을 했다.
최지태
술레술레술레. 중학교 컴퓨터 프로그래밍 대회에서 매번 황보래용에게 밀려 2등을 했다.

#### 천사표 밴드
변득출이 용근을 주축으로 세운 남성 4인조 그룹. 재활용 밴드의 라이벌. 결국에는 오디션 우승을 거머쥔다.
용근
변득출이 송송 회장에게 보여준 천재. 그러나 송송 회장은 용근이가 자기자신에 대한 확신이 너무 강하여 다른 네 명의 천재들과 섞였을 경우 팀을 깰 수 있는 우려가 있다고 판단, 천재라고 불러주지 않았다. 용근은 그것에 원한을 가지며 재활용 밴드를 증오하지만, 점차 그들을 인정하게 되고 나중에 송송 회장의 편지를 읽은 후에는 재활용 밴드와 진정한 경쟁자로서 맞서기로 한다.

## 출판일
(전 10권)
1. 1998년 3월 23일
2. 1998년 9월 23일
3. 1999년 3월 31일
4. 1999년 8월 10일
5. 2000년 1월 13일
6. 2000년 8월 17일
7. 2000년 12월 30일
8. 2001년 6월 26일
9. 2001년 8월 14일
10. 2001년 12월 13일

## 애니메이션
《오디션》의 극장판 애니메이션이 2000년부터 제작에 착수, 당초에는 2002년 또는 2003년 개봉 예정이었으나, 투자사 유치 등의 문제로 제작이 지연되어왔다. 2007년 말 제작을 완료하고 2009년 12월 21일에 개봉하였다.
음악 애니메이션인 점에서 가수 허규, 박혜경, 닥터코어 911, 크래쉬 등이 참여한 음악이 삽입되었으며, 라르크 앙 시엘의 곡도 리메이크되어 있는 것으로 나타났다. 연출은 민경조 감독, 30억 정도의 제작비가 투입 되었다.

### 성우진
- 황보래용 - 김영선
- 장달봉 - 김장
- 류미끼 - 윤동기
- 국철 - 유동균
- 송명자 - 은영선
- 박부옥 - 오길경
- 왕5삼 - 안장혁
- 변득출 - 김준
- 용근 - 윤세웅
- 송송 회장 - 장광
- 특별출연 (황보래용 고함소리 대역) - 허규

### 관련 논문
- 민경조[7], 〈국내 장편 애니메이션의 기획과 제작에 있어 개선방안에 관한 연구: 장편애니메이션 〈오디션〉을 중심으로〉, 홍익대학교 산업대학원 애니메이션 전공, 2010년 2월

## 잔지식
- 천계영은 단행본 8권 마지막 부분에서 재활용 밴드 4인방은 《스머프》의 캐릭터에서 모티브를 따왔다고 밝힌 바 있다. (투덜이→국철, 똘똘이→황보래용, 허영이→류미끼, 덩치→장달봉)

- 천계영은 중학교 시절 라디오 사연 많이 보내서 상품 진짜 많이 탔었다고 말하며 그 경험이 국철의 에피소드가 되었다고 말했다.[8]